# Пентадий
Пентадий (лат. Pentadius) — римский политический деятель середины IV века.
В 354 году Пентадий был нотарием. В тот год он по приказу императора Констанция II провёл в Пуле вместе с Евсевием и Маллобавдом судебный процесс над Констанцием Галлом, цезарем Востока и двоюродным братом Констанция, обвиняемого в предательстве. Галл был признан виновным и на его казни присутствовал Пентадий.
Позднее он был назначен в 358 году магистром оффиций нового цезаря Запада, брата Галла — Юлиана II, который отправился после своего назначения в Галлию. Тогда Пентадий вместе с Павлом и Гауденцием способствовал отправке в отставку префекта Саллюстия Секунда. В 360 году Пентадий вместе с магистром Небридием и военачальником Деценцием убеждал Юлиана подчиниться приказу Констанция и послать тому свои лучшие войска. А когда Юлиан был провозглашён императором войсками, которые не хотели оставить Галлию и уходить на Восток, Пентадий был отправлен вместе с Евтерием к Констанцию сообщить весть и становлении Юлиана императором.
В 361 году Юлиан стал единственным императором в Константинополе. Тогда был развязан Халкидонский процесс против чиновников Констанция. Пентадий обвинялся в гибели Галла, но вскоре был оправдан.